# 五一広場駅 (長沙市)
五一広場駅（ごいちひろばえき）は、中華人民共和国湖南省長沙市天心区・開福区・芙蓉区にある長沙地下鉄1号線・2号線の駅である。

## 駅構造
- 1号線：相対式ホーム2面
- 2号線：島式ホーム1面

## 駅周辺
- 黄興南路歩行商業街[3]
- 平和堂五一広場店（湖南平和堂本店）
- 王府井
- 皇冠假日酒店

2010年、当駅付近の地下鉄工事現場から木簡・竹簡が発見された（五一広場東漢簡）。なお五一広場周辺からは、走馬楼呉簡（1996年）をはじめとした木簡・竹簡の発見が相次いでいる。